# Le Peuple de l'herbe
Ne doit pas être confondu avec Microcosmos : Le Peuple de l'herbe ou  le documentaire Le Peuple de l'herbe.
Le Peuple de l'herbe est un groupe de musique électronique français, originaire de Lyon, en Rhône-Alpes.

## Biographie

### Formation et débuts (1997—2003)
Le Peuple de l'Herbe voit le jour en 1997 sous l'impulsion de DJ Pee et DJ Stani. Après plusieurs prestations locales dans un style très hip-hop expérimental, le duo est rejoint par Psychostick, batteur de formation rock, qui apporte immédiatement une touche plus agressive aux rythmiques développées par la nouvelle formation. Pour l’anecdote, le musicien est recruté après avoir produit un remix en deux jours, laissant ainsi une forte impression.
Un premier album, intitulé Triplezéro, compilant les deux premiers EP vinyles du groupe est édité en 2000, mélange pêle-mêle les styles trip hop, ragga, hip-hop, dub, funk, house music, acid jazz et drum and bass. Sur ce même disque, on retrouve deux titres que le groupe a composés pour la bande originale du film Baise-moi de Virginie Despentes à l'invitation de Varou Jan (qui est responsable de ce score et qui rejoindra plus tard le groupe).
Il s'ensuit le deuxième album du Peuple de l'herbe, P.H. Test/Two, qui commence à donner au groupe une identité propre et originale. Il faut noter la participation du MC anglo-indien UK Apache sur le titre jungle No Escape, ainsi que l'apparition sur deux titres d'un autre MC anglais, JC 001, dont la voix gutturale et saccadée (faisant penser à un robot) retiendra particulièrement l'attention. En 2004, JC 001 développe un projet musical avec le groupe autour de l'histoire de Howard Marks L'Homme aux 40 passeports. Le titre Mr Nice scellera cette collaboration qui va officialiser son entrée au sein de la formation.

### DeCubeàTilt(2004—2011)

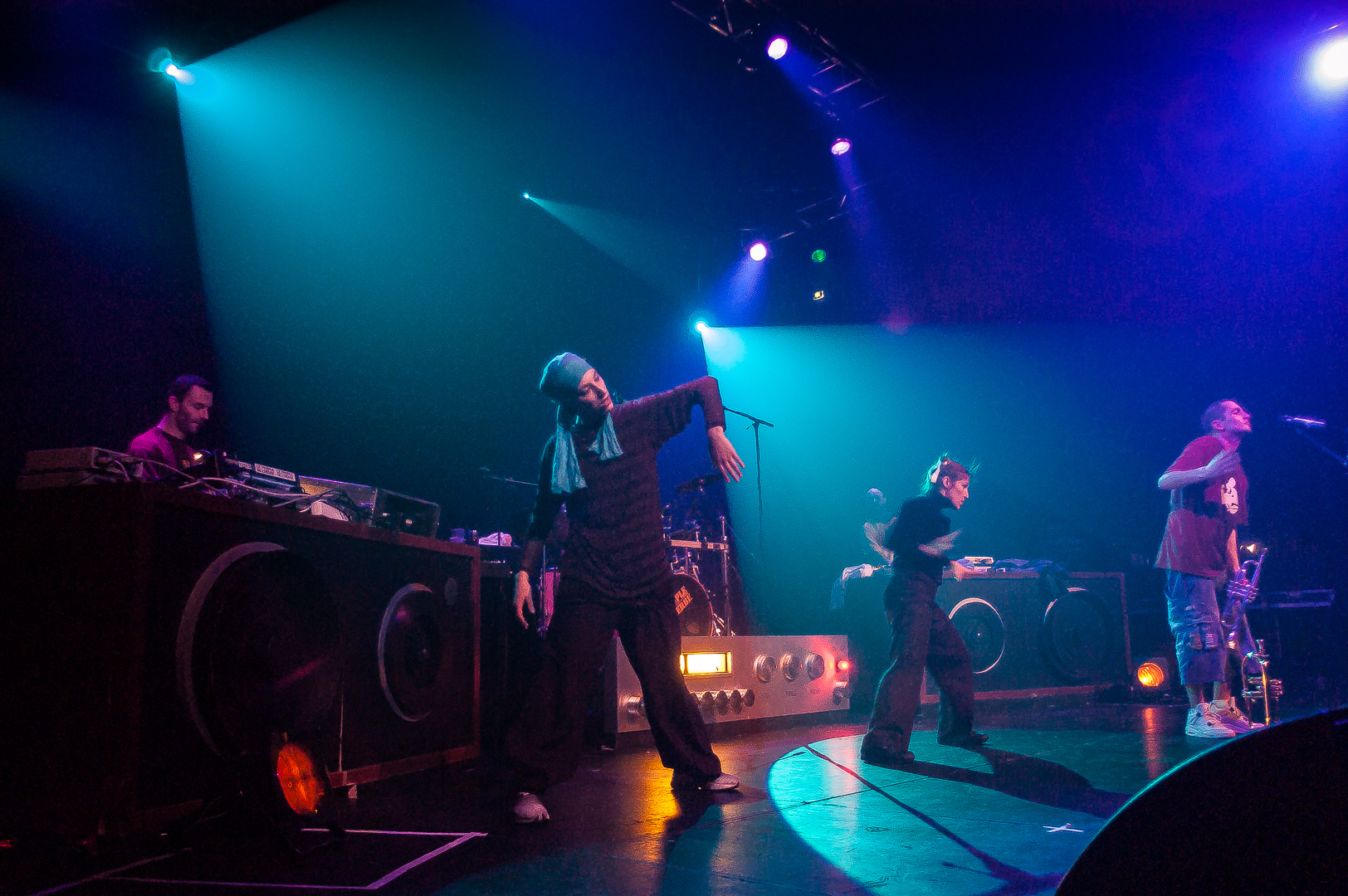
Le Peuple de l'herbe, sur scène à Lyon, en 2005.

À la sortie du troisième album, Cube, en 2004, DJ Stani quitte le groupe afin de se consacrer à des projets personnels. Il est remplacé lors du Cube Tour par Spagg qui assure le sampling des morceaux. Cette situation est bien connue de l'artiste qui a tenu par exemple ce rôle pour Treponem Pal ou No One Is Innocent. Par ailleurs, JC 001 accompagne dorénavant Le Peuple de l'herbe sur scène. Cube atteint la 18e place des charts en décembre 2004. Leur album live, Sold Out, sorti la même année, atteint également la 100e place des top albums en France.
Le quatrième album, Radio Blood Money, paru en 2007 permet d'entendre un son très travaillé, avec un apport électro plus important ainsi qu'une plus grande place laissée aux instruments autres que d'électroniques purs et aux textes. Une approche plus dub et hip-hop est à noter sur l'ensemble des morceaux, et cela revient à la présence des deux nouveaux membres, Spagg qui ajoute un groove indéniable en tant que bassiste et JC 001 chantant ou pratiquant le beatbox sur de nombreux morceaux. Imaginé et composé d'après le roman Dr Bloodmoney de Philip K. Dick, le disque ose le parallèle avec la situation politique mondiale actuelle. L'album atteint la 24e place des top albums en France en août 2007.
Sir Jean, l'ancien chanteur du groupe Meï Teï Shô a souvent collaboré avec Le Peuple de l'herbe, en faisant des apparitions depuis le début de la formation. En 2007, il accompagne le groupe lors des concerts de la tournée Radio Blood Money. La fin de l'année 2009 voit la sortie d'un nouvel album, intitulé Tilt, album du renouveau, avec un tout nouveau design (pochette, affiche de tournée ou encore tee-shirt), qui se démarque des anciens albums, ainsi qu'un son plus rock, moins dub. La tournée, Tilt Tour, démarre dès janvier 2010. À noter la présence presque définitive de Sir Jean, tant sur l'album que sur toutes les dates de concert, bien qu'absent d'une partie des morceaux, il est récurrent sur scène, vocalement parlant, aux côtés de JC001.

### Derniers albums (depuis 2012)
En janvier 2012 parait le sixième album, A Matter of Time auquel Rock & Folk donne une note de 4/5 en écrivant que cet album est « un nouvel exemple de la créativité de la scène indépendante »[réf. nécessaire]. De par ses invités, ses samples et les multiples genres auxquels touche cet album (funk, hip-hop, afrobeat...), le groupe « varie sons et ambiances [...] et impose l'efficacité de son style ». En novembre 2014, le Peuple de l'herbe publie son septième album, Next Level, marqué par le départ du trompettiste du collectif, remplacé par le guitariste Varou Jan — ancien membre de Condense et auteur des musiques des films de Virginie Despentes — qui avait déjà collaboré avec le groupe. Next Level atteindra la 95e place des charts en France.
Pour fêter ses 20 ans d'existence, le groupe sort en janvier 2017 le nouvel album Stay Tuned et le groupe se renouvelle avec l'arrivée d'Oddateee,,. Il atteint la 116e place des Top Albums en France. En 2018, DJ Pee quitte Le Peuple pour raisons personnelles.
En 2020, le  groupe annonce la préparation d'un album appelé After Dusk. La même année, ils effectuent un téléconcert où ils interprètent le morceau Ph Theme.
En mars 2024 paraît le 10e album studio intitulé Ten avec comme single Not Me. 

## Origine du nom
Le nom du groupe, « Le Peuple de l'herbe », provient du titre du film documentaire sorti en 1996, Microcosmos : Le Peuple de l'herbe. Il fait également allusion au cannabis. Lors de la création du groupe en 1997, la situation politique en Europe semblait différente et les membres espéraient une dépénalisation du produit en France. À cette époque, le logo du groupe représente un chien tenant une feuille de cannabis dans la gueule. Les musiciens ne se sont jamais cachés et en consommaient sur scène, avant l'interdiction de fumer dans les salles de concert. À propos du titre Reggaematic sur le EP du même nom, « un morceau qui annonce la couleur (vert comme la dépénalisation) ». De même, le premier album du groupe, dont la pochette était à l'effigie du logo, a fait l'objet d'une réédition l'année suivante « avec nouvelle pochette qui zoome sur le chien pour échapper à la censure qui guette »[réf. nécessaire]. Des remixes et un morceau caché étoffent ce nouveau disque.

## Membres

### Membres actuels
- Psychostick — batterie, programmation
- JC 001 — chant, beatboxing
- Oddateee — chant
- Varou Jan — guitare
- Spagg — sampler, basse
- Kreez « Dark Fader » (Chris Rochon) — ingénieur du son

### Invités réguliers
- Lud (Ludwig Blanchon) — trompette
- Dr Seb (Sebastien Martinan) — saxophone baryton, saxophone ténor
- Laurent Fouqueray — trombone

### Invités
- Francesco — trombone (sur un album[Lequel ?])
- Jon Faya — guitare
- Marilou (C. Di Vita) — chant (sur The Fall)

### Anciens membres
- DJ Pee — scratch, samples, programmation
- DJ Stani — programmation (sur trois albums[Lesquels ?])
- N'zeng — trompette, clavier et programmation (sur 6 albums[Lesquels ?])
- Sir Jean — chant
- Marc Nammour — chant
- Simon Girard

## Discographie

### Albums studio
- 2000 : Triple Zero (première version, pochette originale)

1. Radio
2. P.H. Theme (feat. Sir Jean)
3. Romantic
4. Luv'Bit
5. Elektro M.J.
6. Herbman Skank (feat. DJ Duke)
7. Armaggedon
8. Reggaematic
9. Groovambar
10. Sexual Attraction
11. Raggamatic (Dj Psychostick remix)

- 2001 : Triple Zero Plus (seconde version, pochette auto-censurée + remixes)

1. Radio
2. P.H. Theme (feat. Sir Jean)
3. Romantic
4. Luv'Bit
5. Elektro M.J.
6. Herbman Skank (feat. DJ Duke)
7. Armageddon
8. Reggaematic
9. Groovambar
10. Sexual Attraction
11. P.H. Theme Dub Party Mix (remashed by Rich & His Mighty Supernaturals)
12. Groovambar Space 1999 Mix (remixed by Cox6)
13. Raggamatik (Psychostick version)

- 2002 : P.H. Test/Two

1. Intro
2. Délice
3. No Escape (feat. UK Apache)
4. Escape Dub
5. Blunted
6. Inspiration
7. 20 Years Gone (feat. JC 001)
8. Les Rues de St Paul
9. Lion Youth
10. Mr Nice (feat. JC 001)
11. Parkside Souvenirs
12. Transmissions
13. Maison en Dur
14. Interlude
15. 1 Rythme 2 Chiens

- 2005 : Cube

1. Main Title Theme From "Le Cube"
2. Mission (feat. JC 001)
3. Adventure
4. Kin Sapalot
5. Keep Rockin'
6. Kesskonf'
7. El Paso (feat. Puppetmastaz)
8. Boxin' da Beat (feat. JC 001)
9. La Musique Électronique
10. Mono K7
11. Déjà à l'École
12. Honesty (feat. JC 001)
13. Down by Law
14. CAD ?
15. Gumzilla
16. St Cloud

- 2007 : Radio Blood Money

1. Yep !
2. History Goes
3. Judge Not (feat. Sir Jean)
4. Traces
5. The Fall (feat. C. Di Vita)
6. Quai n°8
7. Plastic People
8. Dopebeats
9. Viva la Revolucion
10. Riddim Collision
11. Free Degree
12. Yep (Afini)

- 2009 : Tilt

1. Heart and soul
2. Brick by Brick
3. L'esprit d'une epoque
4. Look up !
5. Pretty bad drug
6. Matchbox
7. Supabreakin'
8. Swamp
9. Get stronger
10. Green card
11. Nightmare
12. Back against the wall
13. Catch up

- 2012 : A Matter of Time

1. New Day
2. Mars (feat. Marie Nachury)
3. Mothership
4. Let us play
5. Not a Test
6. Parler Le fracas (feat. Marc Nammour)
7. Moustache
8. Jasmin in the air
9. Numbers
10. Wooden jam
11. A matter of time
12. Tous les matins
13. 19.

- 2014 : Next Level

1. It Won’t Make No Difference
2. Soya Green
3. Sing My Song
4. Mon étoile rouge
5. Le boom
6. What A Shame
7. Mogador
8. La lune est croche
9. Tell the DJ...
10. Rude Bwoy
11. Class War
12. C comme ça

- 2017 : Stay Tuned

1. Beautiful Swing
2. Abuse
3. Lucy Fire
4. V13
5. Le silence
6. Only a few
7. Refugees
8. Who's got it
9. Sleep Tight
10. Nameless Victim
11. Time Bends
12. Intervals

- 2020 : After Dusk

1. Common man
2. Fit to spit
3. Propaganda
4. Bullride
5. Wrong
6. Mad messiah
7. Hate crime
8. Images
9. No one nowhere
10. Hear me now
11. Seconds

- 2024 : 10

1. I'm asking
2. Not me
3. All eyes
4. We are many
5. No fear I'm walking
6. Slow suicide
7. Spaceman
8. Fire alarm
9. Don't blame the devil
10. Blazing
11. One eye view

### Albums live
- 2004 : Sold Out (CD, PIAS/Supadope Records) (5 titres enregistrés pendant la tournée PH Test + 2 inédits + 2 remixes + 2 vidéos)
- 2008 : Live (CD + DVD tournée, Radio Blood Money) (live 8 avril 2008 à La Vapeur, Dijon + Documentaire réalisés par Stef Bloch - PIAS/Supadope Records)
- 2010 : Tilt Live (CD, Boneplak/Discograph, sortie le 4 octobre 2010)
- 2017 : Live and Rare[10] (CD, Verycords)

### EP et singles
- 1999 : THC T'aime (maxi vinyle 12" - Supadope Records)
- 1999 : Reggaematic (maxi vinyle 12" - Supadope Records)
- 2001 : Reggaematic Remixes (maxi vinyle 12" - PIAS/Supadope Records)
- 2002 : Ph Theme Remixes (maxi vinyle 12", maxi CD - PIAS/Supadope Records)
- 2003 : The Phunky Phresh Phlava (maxi vinyle 12", PIAS/Supadope Records)
- 2004 : No Escape feat. UK Apache (maxi vinyle 12", maxi CD - PIAS/Supadope Records)
- 2004 : Mr Nice feat. JC 001 (maxi vinyle 12", maxi CD - PIAS/Supadope Records (d'après l'histoire de Howard Marx)
- 2004 : El Paso feat. Puppetmastaz (maxi vinyle 12", maxi CD - PIAS/Supadope Records)
- 2005 : Mission / Adventure (maxi vinyle 12", maxi CD (en fait 2 singles rassemblés sur le même disque), PIAS/Supadope Records)
- 2007 : Plastic People (vinyle 7" - PIAS/Supadope Records)
- 2008 : Judge Not (vinyle 7" - PIAS/Supadope Records)
- 2008 : Monde de merde (featuring Svinkels) (vinyle 12" - PIAS/Supadope Records)
- 2009 : Look up! (vinyle 7" - Boneplak/Discograph)

### Divers
- 1999 : Raide Alerte Demo 99 (CD-R, hors commerce)

## Récompenses
- 2002 : Récompense : « découverte scène » aux Victoires de la musique

## Galerie

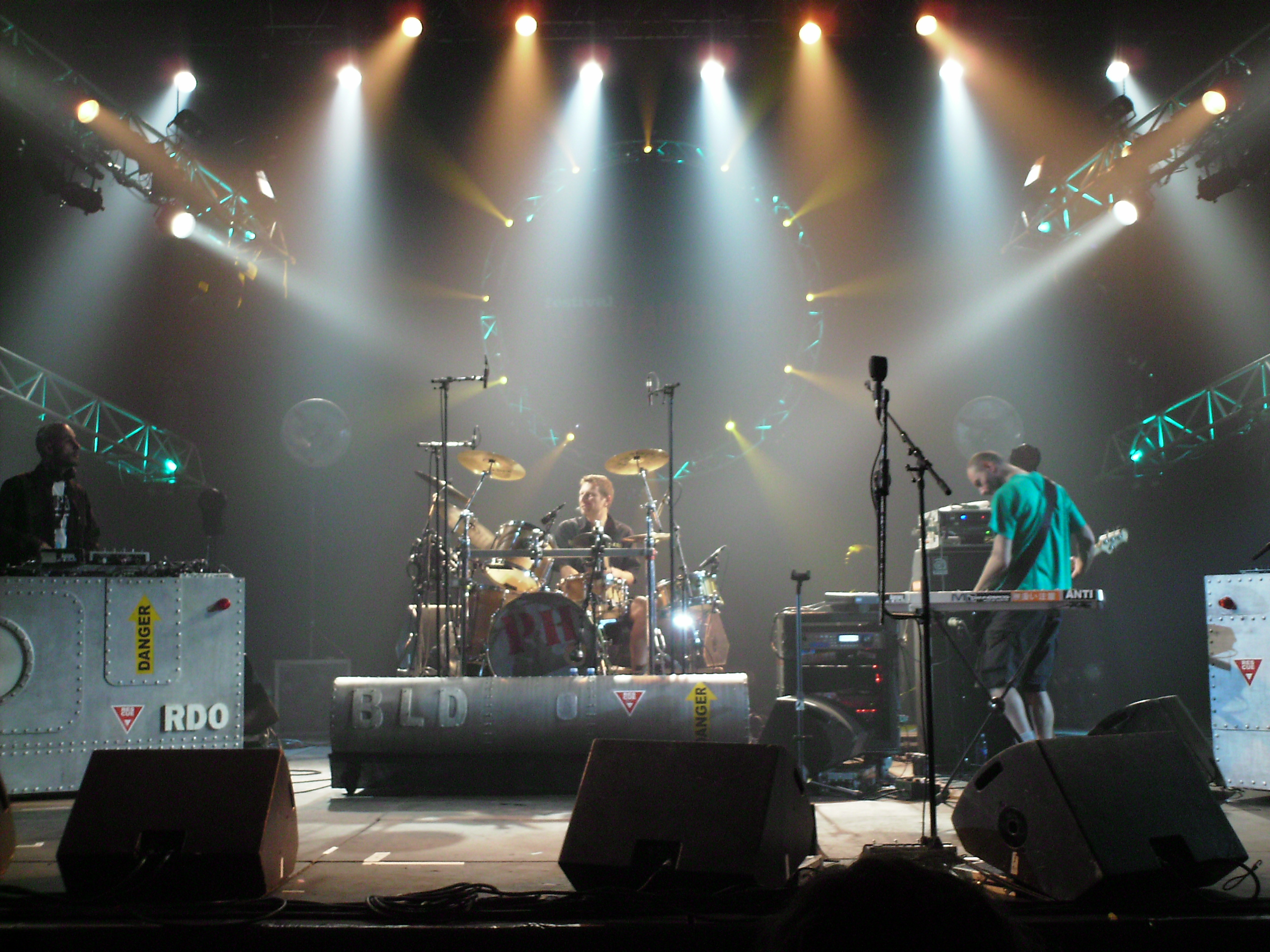
De g à d : Dj Pee, Psychostick et Spagg.
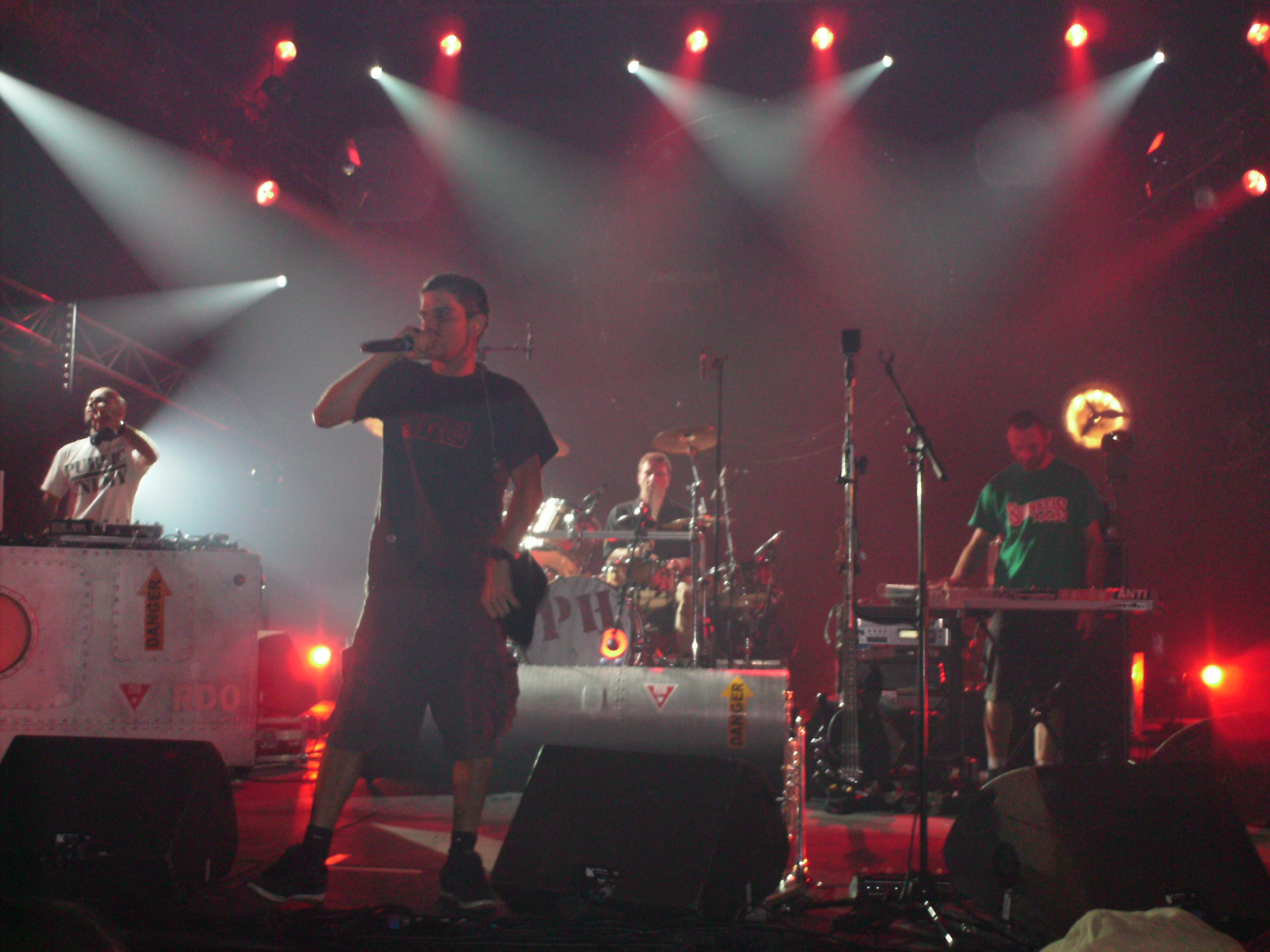
De g à d : Dj Pee, JC 001, Psychostick et Spagg.
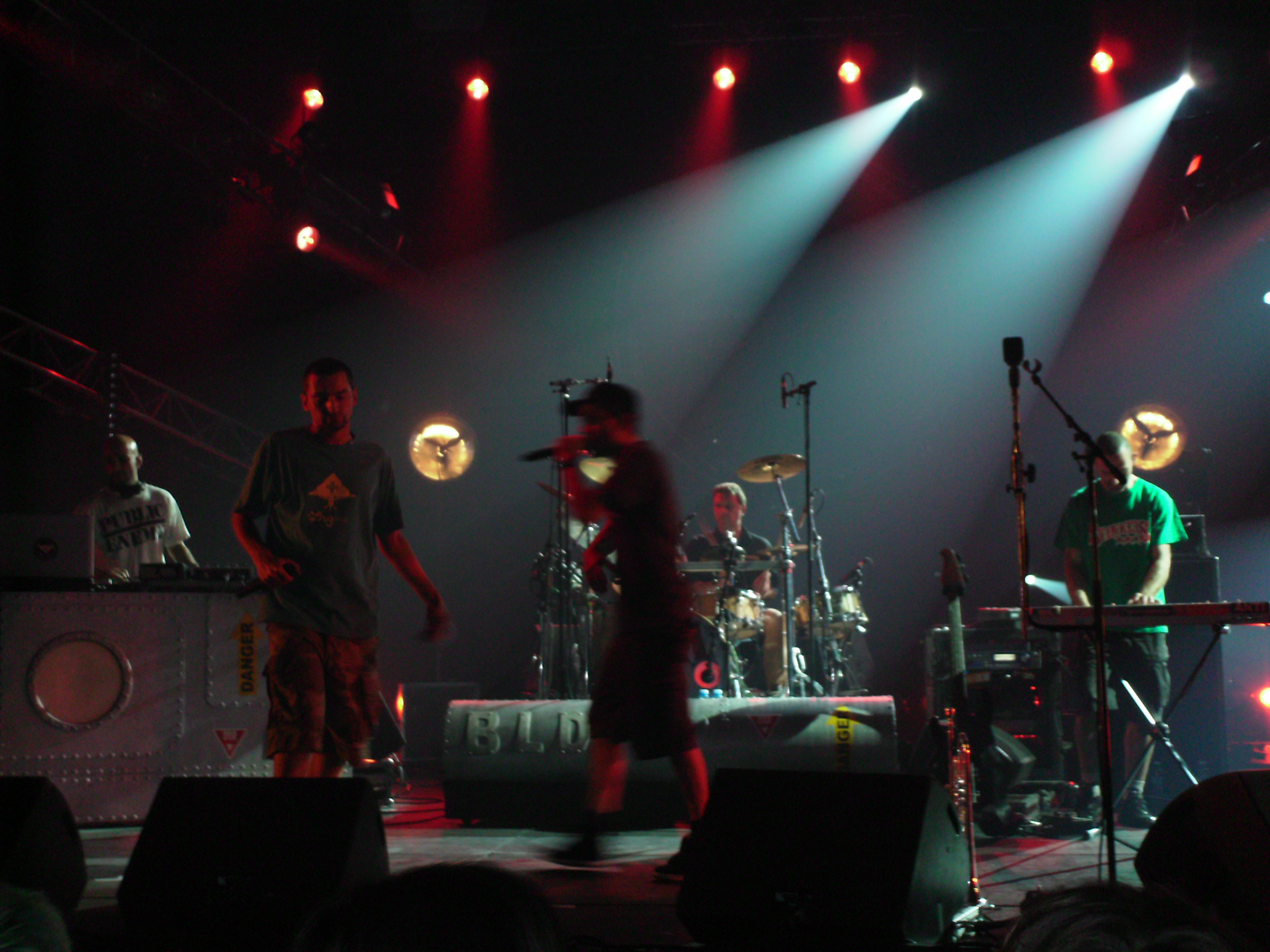
De g à d : Dj Pee, N'Zeng, JC 001 (flou), Psychostick et Spagg.